# Vêrtical
Vêrtical banda fundada en 1997 en Lima, Perú. Ha realizado diversas presentaciones en países de Iberoamérica y ha participado de compilados de rock latinoamericano. Tras trabajar con Rise of The Music como representante, se consolidó como varios años como banda independiente. En 2021 lanzan una versión remasterizada y video líricas del disco Control.
Vêrtical se inició con distintos músicos de la escena metal peruana. Su sonido tiende a las composiciones grunge/metal/hard rock. En 2007 publicaron el disco "Control" para distribución gratuita en distintos medios, incluido su sitio en Internet.

## Integrantes
- Nelson (voz, guitarra)
- Juano  (bajo)
- Lucho  (batería)